# Monestir d'Humor
El monestir d'Humor (en romanès: Mănăstirea Humorului o Mănăstirea Humor) és un monestir ortodox de Romania, construït l'any 1530 al poble d'Humor, actualment situat al comtat de Suceava.
L'església del monestir està dedicada a l'Assumpció de la Santíssima Mare de Déu (se celebra cada any el 15 d'agost) i al Sant Jordi Màrtir (celebrat el 23 d'abril).
El monestir Humorului va ser inclòs a la Llista de monuments històrics del comtat de Suceava des de 2015 a la posició 292, amb el codi de classificació SV-II-a-A-05570. El conjunt del monestir consta de quatre objectius:
- L'Església de l'Assumpció i St. Gheorghe ”- construït el 1530 i amb el codi SV-II-m-A-05570.01;
- Les ruïnes de les cases del monestir -daten del s. XVI - XVIII i amb el codi SV-II-m-A-05570.02;
- El campanar - datat del sec. XIX i amb el codi SV-II-m-A-05570.03 i
- Torre de Vasile Lupu - construïda el 1641 i amb el codi SV-II-m-A-05570.04.

El 1993, l'Organització de les Nacions Unides per a l'Educació, la Ciència i la Cultura (UNESCO) va incloure l'Església de l'Assumpció i St. Gheorghe ”del monestir d'Humor, juntament amb altres set esglésies del nord de Moldàvia (Arbore, Pătrăuți, Moldovița, Probota, “Sf. Ioan cel Nou ”de Suceava, Sucevița i Voroneț), a la llista del patrimoni cultural mundial, a la grup Esglésies pintades del nord moldaves.

## Històric

### Humor vell

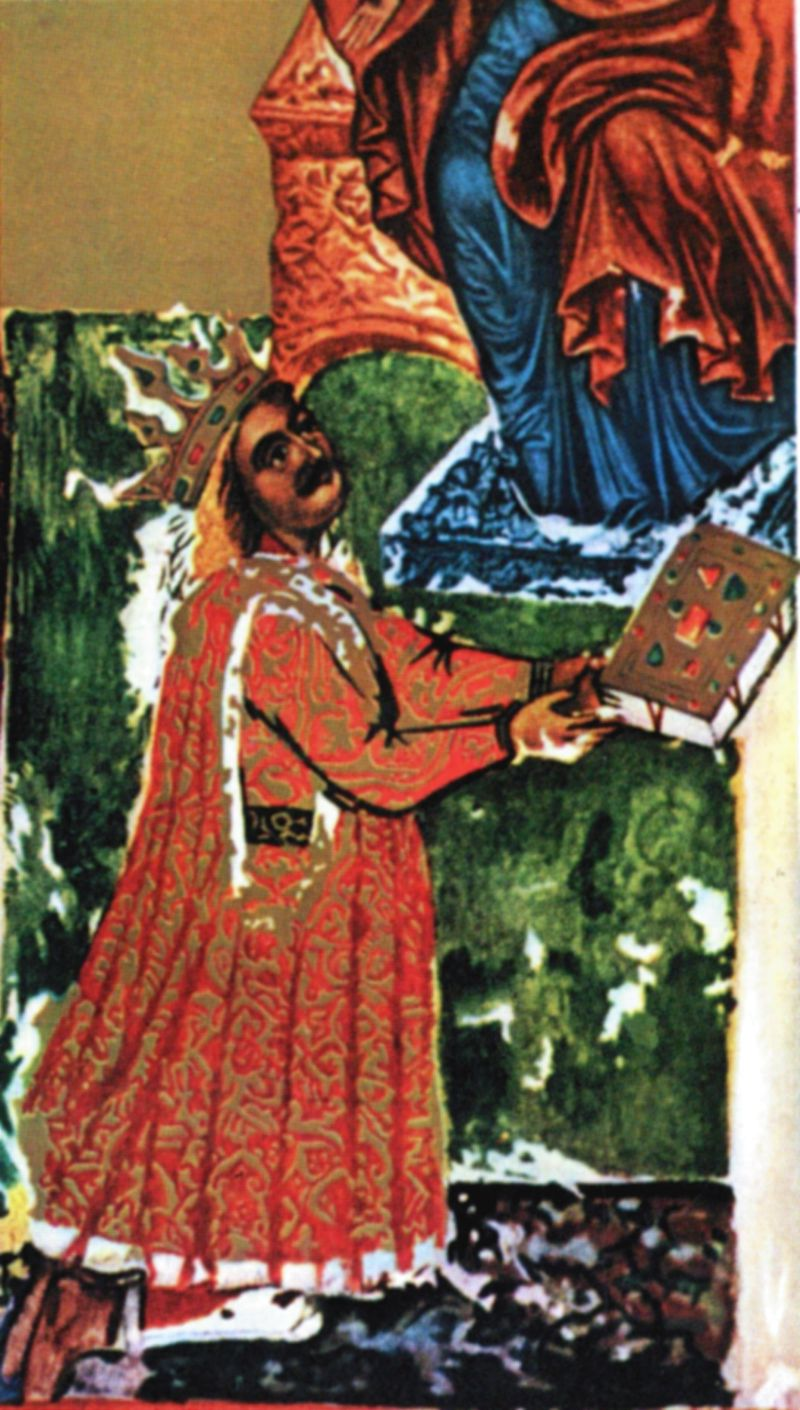
El retrat d'Esteve el Gran sobre l'evangelista de l'humor (1473)

Segons els antics costums, a principis del segle xv, durant el regnat d'Alexandre el Bo (1400-1432), "Pan Ivan el Vornic que estava a Humor" va aixecar una església de pedra a la vora d'un rierol, prop de la seva confluència. amb Humor. Aquí hi havia una ermita de monjos que abans tenia una església de fusta. Durant el segle xv, al voltant de la nova església es va desenvolupar un assentament monàstic conegut com el Monestir de l'Humor.
Mitjançant un úric del 13 d'abril de 1415, el governant Alexandru cel Bun (1400-1432) donà a “el monestir de Pan Ivan vornic (...) que es troba a Humor” la finca de Pârteștenilor que incloïa Solonețul (l'actual poble de Pârteștii de Sus), és a dir, “un poble a la font de Solonț, on hi havia Tatomir i Pârtea”, i Pârteștii de Jos, que significa “bosc de Dioniș”.
Els governants del segle xv van dotar el monestir d'objectes i manuscrits preciosos. Entre els manuscrits, es conserva encara avui el Tetraevangelial d'Humor, donat al monestir d'Humor l'any 1473 per Esteve el Gran. Aquest manuscrit afirma que Esteve el Gran "va escriure un Tetraevangeli de la mà del hierodiaca Nicodèm ". En una de les pàgines d'aquest llibre de culte hi ha una miniatura de rara bellesa que representa la Mare de Déu amb el nen Jesús. A la part inferior de la miniatura hi havia pintat Esteve el Gran, de genolls, oferint a la Mare de Déu, la Tetraevangèlica. Aquest és un dels primers retrats seculars a Moldàvia.
Aquest tetraevangeli va ser descobert l'any 1881 pel bisbe erudit Melchisedec Ștefănescu i es va trobar amb el tetraevangelista del Monestir de l'Humor, de 1473. Actualment, aquest manuscrit es conserva al Museu del Monestir de Putna. El 13 de novembre de 1881, el bisbe va expressar la seva opinió que la miniatura sobre el Tetraevangelial de l'Humor era "el veritable i autèntic retrat del gran Esteve ". Al principi, aquesta hipòtesi va ser contestada pels membres de l'Acadèmia Romanesa, un dels principals concursants va ser Bogdan Petriceicu Hasdeu.
A les primeres dècades del segle xvi, l'església construïda pel vornic Ivan es va ensorrar per causes desconegudes. Encara avui es poden veure les ruïnes de l'antic monestir, a uns 500 m de l'església actual.
Les ruïnes de l'església Humorul Vechi es van incloure a la Llista de monuments històrics del comtat de Suceava des de l'any 2015 a la posició 291, amb el codi de classificació SV-II-mA-05569. Aquesta llista indica que les ruïnes es troben a uns 100 m al sud-oest del jaciment actual.

### Fundació del logopat Toader Bubuiog

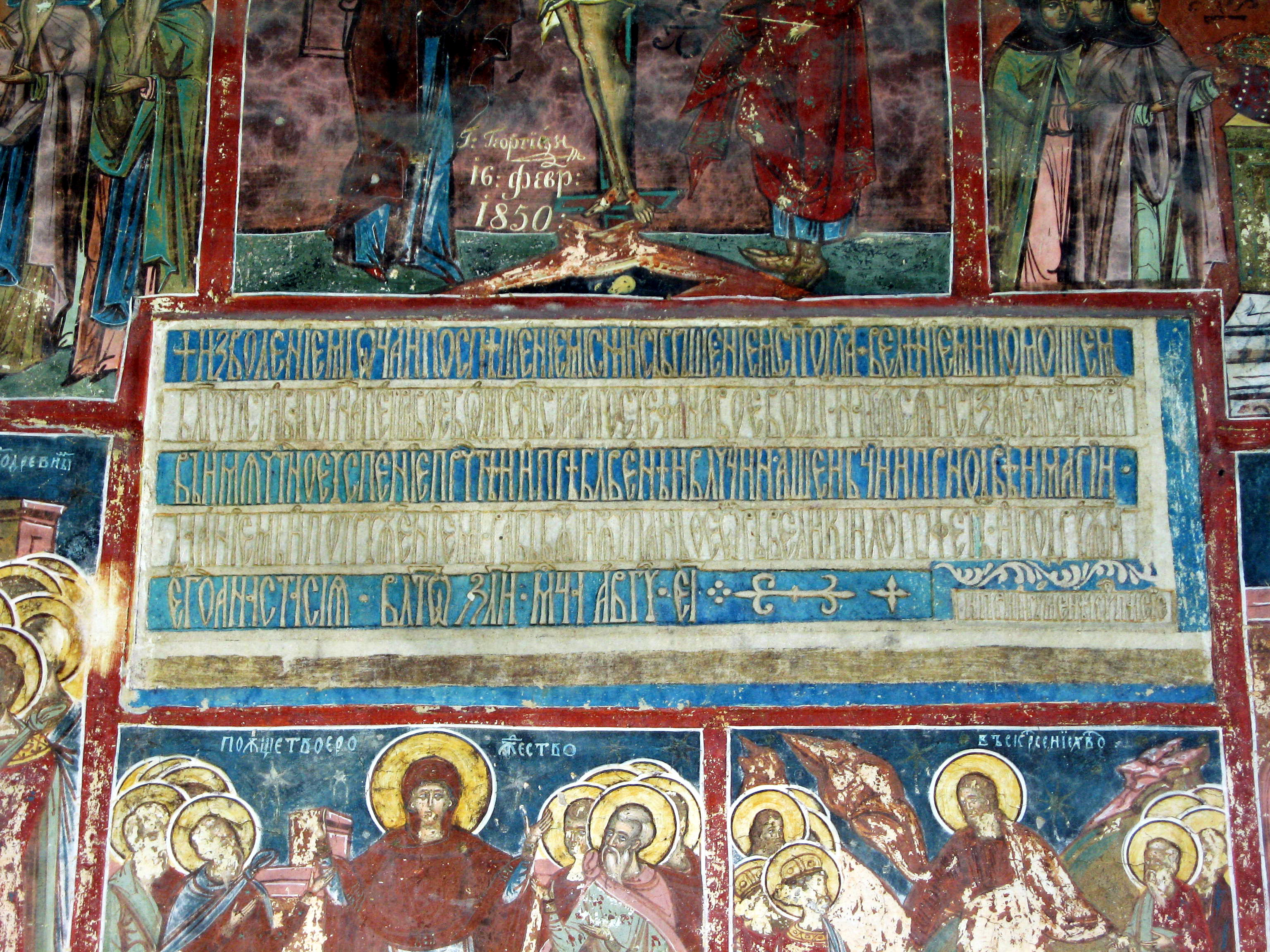
La inscripció de l'església

L'any 1530, a uns 500 m al nord-oest de les ruïnes de l'antiga església, el gran logopat Toader Bubuiog va començar a construir una nova església de pedra. El fundador d'aquesta església era un dignatari polític, ocupant alts càrrecs de magistrat en cap, romà (1516-1523) i gran canceller de Moldàvia (1525-1537). Durant el regnat de Petru Rareș, va complir missions diplomàtiques a Transsilvània (1527), Turquia (1528) i Polònia (1532). Estava casat amb Anastasia, la filla del logopat Ioan Tăutu (fundador de l'església "Sant Nicolau" de Bălinești).
La paret exterior al sud del nàrtex hi ha una inscripció escrita en eslavó, que diu: "El Pare, amb el Fill i amb l'admissió de l'Esperit Sant a instàncies i amb el piadoso Sir Pere Príncep, fill del príncep Stefan el Vell, va començar aquest patró. en nom de l'honrada Assumpció de la nostra Santíssima i Santíssima Mare de Déu i de l'Eterna Verge Maria, a costa i esforç de l'esclau de Déu Jupan Toader, gran logopat, i la seva esposa Anastasia, l'any 7038 el 15 d'agost i quan era egumen Chir Paisie" (1530).
L'any 1535, el fundador va portar un equip de pintors per pintar la nova església. Tal com mostra l'anàlisi estilística del quadre, l'equip estava format per quatre pintors, cadascun amb una personalitat artística formada. Entre ells, hi ha indicis que també hi va participar Tomà de Suceava, que es titulava "pintor d'església i cortesà de Sa Majestat Pere, voivoda de Moldàvia". Aquest equip va fer un dels conjunts decoratius més impressionants de l'època.
Segons el costum, el fundador va construir amb l'església i cel·les per als monjos i muralles. L'any 1641, el governant Vasile Lupu (1634-1653) va envoltar la fundació del logopat Toader Bubuiog amb murs de pedra duradors i va construir una torre massiva amb planta baixa i tres pisos. El 1653, quan els cosacs de Timuș Hmelnițki van saquejar i incendiar el lloc de culte.
El gener de 1775, arran de la seva actitud de neutralitat durant el conflicte militar entre Turquia i Rússia (1768-1774), l'Imperi dels Habsburg (actual Àustria) va rebre part del territori de Moldàvia, territori conegut com a Bucovina. Després de l'annexió de la Bucovina per l'Imperi dels Habsburg el 1775, la ciutat del monestir d'Humor va formar part del ducat de Bucovina, governat pels austríacs, part del districte de Gura Humorului (en germană Gurahumora).
Les autoritats dels Habsburg van abolir el Monestir de l'Humor sobre la base de l'Ordenança Imperial del 19 de juny de 1783 de l'emperador Josep II (1780-1790), passant totes les terres i fons administrats pel Bisbat de Radauti "sota el domini reial i l'exaltació cristiana".." Després de l'abolició del monestir, les cel·les van quedar gairebé completament arruïnades. L'església es va transformar en església parroquial. Als edificis de l'antic conjunt monàstic hi havia una escola per als fills dels habitants, i a partir de 1850 es van utilitzar com a magatzem dels materials de les autoritats austríaques.
Després de la Unió de Bucovina amb Romania (1918), l'església de l'antic monestir de l'Humor va continuar funcionant com a església parroquial, i per la seva bellesa artística es va integrar en el circuit turístic.
Als anys 60 i 70 del segle XX es van fer importants obres de restauració del Monestir de l'Humor. El conjunt pictòric del nàrtex i la tomba va ser restaurat els anys 1971 - 1972 amb el suport financer i especialitzat de la UNESCO. En aquesta ocasió es va reconstruir la coberta de l'església ampliant el ràfec per protegir millor les pintures exteriors de la possible intempèrie. Així mateix, es va restaurar la torre construïda per Vasile Lupu, tancant les esquerdes dels murs, restaurant els murs i les voltes esfondrades, substituint els sòls de pedra, consolidant les escales i reconstruint el balcó de fusta i la coberta.
Només el juliol de 1991, per decisió de l'arquebisbe Pimen Zainea de Suceava i Radauti, el monestir de l'Humor va ser reactivat com a assentament monàstic per monges. En l'actualitat hi viuen unes 20 monges, repartint el seu temps entre les tasques eclesiàstiques i treballant en tallers de pintura i confecció de vestidures sacerdotals.
El 1993, l'Organització de les Nacions Unides per a l'Educació, la Ciència i la Cultura (UNESCO) va incloure l'Església de l'Assumpció i St. Gheorghe "del Monestir de l'Humor a la llista del patrimoni cultural mundial, en el grup Esglésies pintades del nord de Moldàvia.

## Descripció de l'església

### Arquitectura

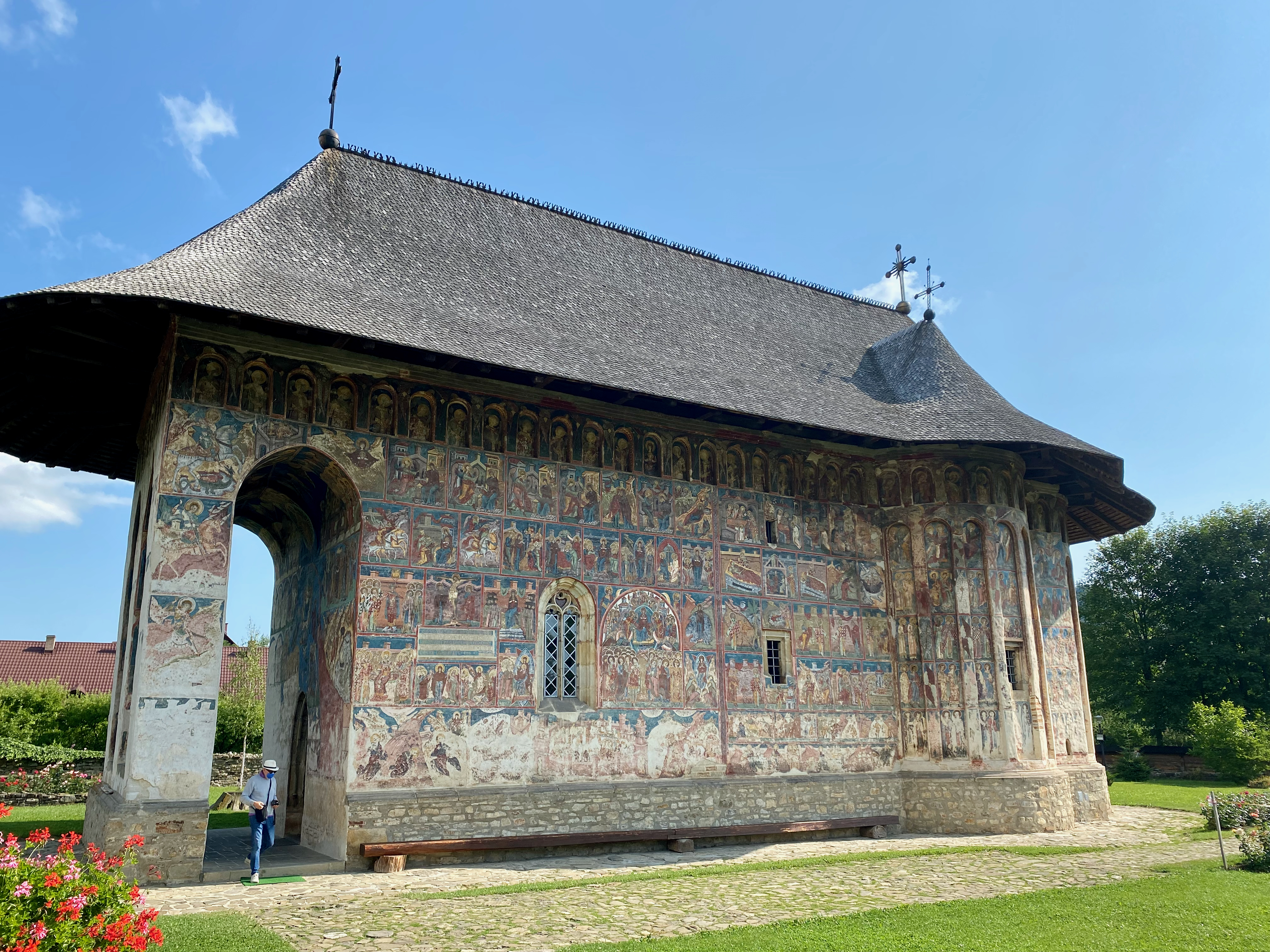
Vista des del sud

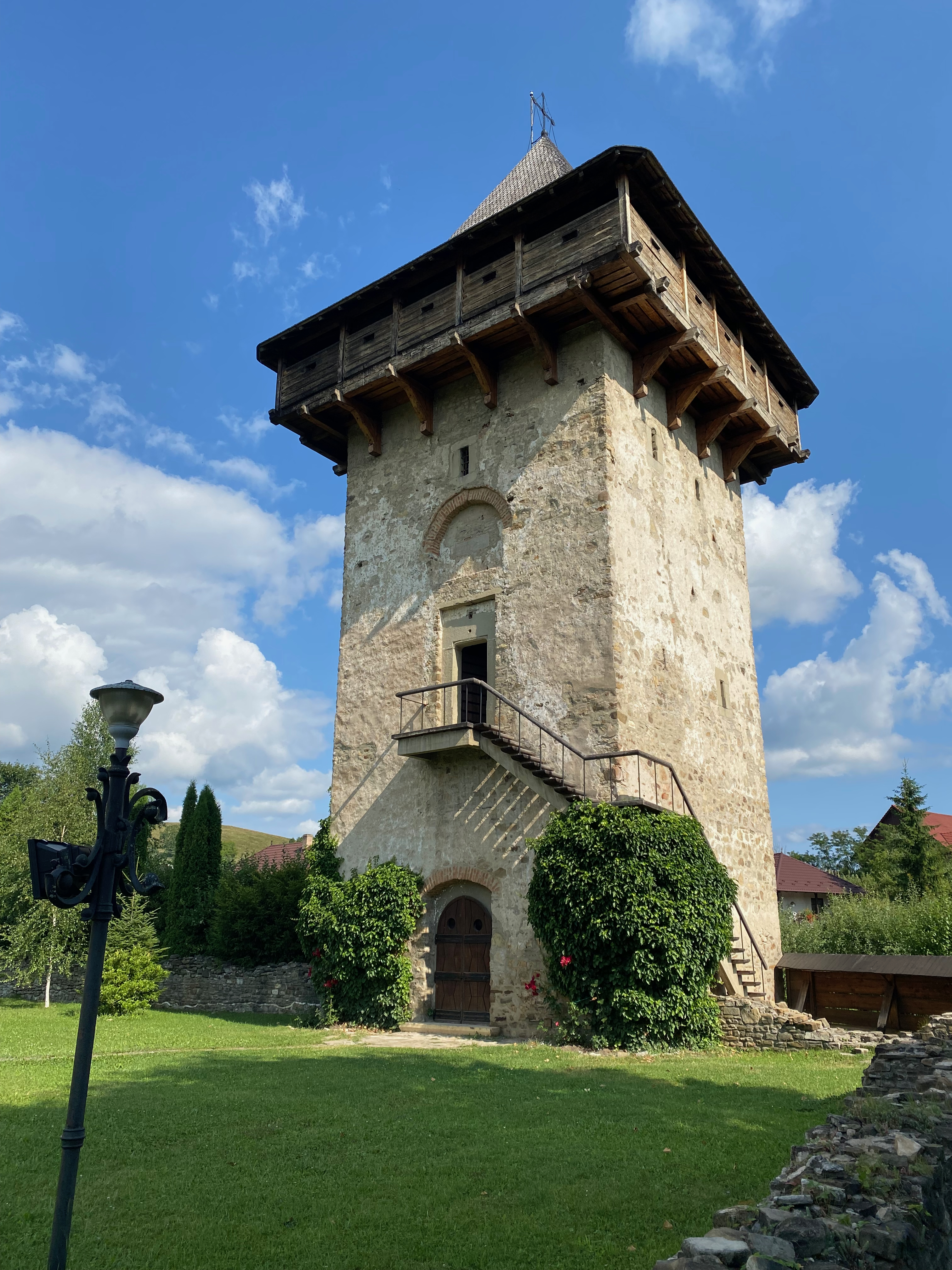
esquerraTorre al costat de l'església

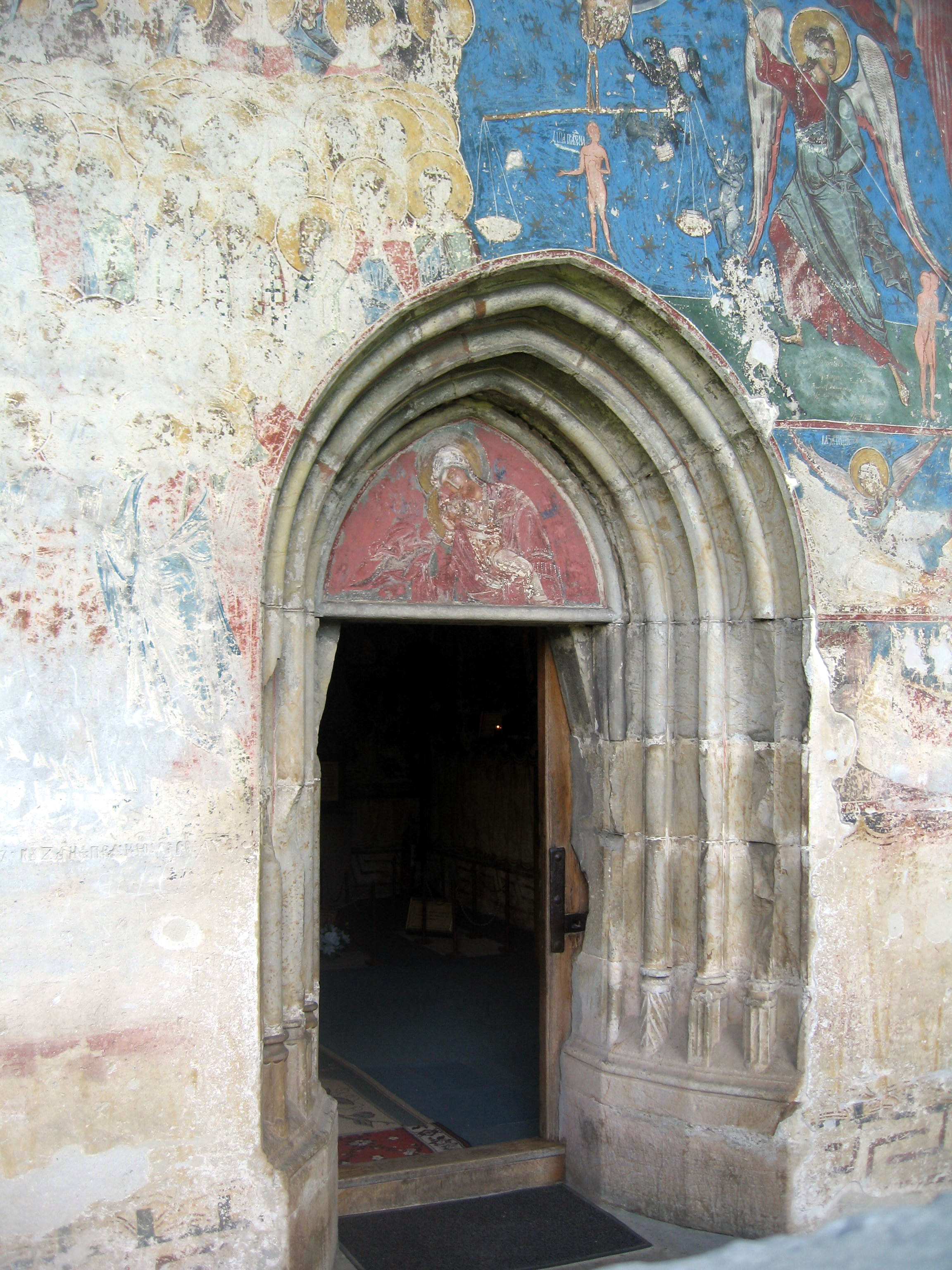
El portal d'entrada a l'església, emmarcat amb motllures d'estil gòtic

L'església de l'Assumpció està construïda en planta triconca, amb absis laterals, però sense torres. Construïda a l'estil moldau cristal·litzat l'última dècada del regnat d'Esteve el Gran (1457-1504), aquesta església té una sèrie de trets distintius que la distingeixen de les esglésies estefanianes. Es tracta de la manca de la torre sobre la nau, així com de la presència per primera vegada, en l'arquitectura moldava, d'un porxo obert (en comptes de l'habitual porxo tancat) i de la sala secreta, nova, superposada a la sala de la tomba.
La base de l'església està feta amb grans peces de pedra tallada. Els tres absis estan decorats amb nínxols allargats, i sota la cornisa hi ha una filera de petites ocnites. La coberta és alta, amb trencament inclinat, s'estén per sobre dels absis i forma un ampli ràfec, propi de la zona propera a les muntanyes. Està cobert d'escorça d'avet. L'interior de l'església està il·luminat per sis finestres: una a les façanes laterals del nàrtex, una al mur sud de la sala del sepulcre, una a l'eix dels absis laterals de la nau i una altra a l'eix de l'absis de l'altar.
L'interior de l'església està dividida en cinc sales: el porxo obert, l'atri, la tomba de les habitacions (la tomba), la nau i l'altar. El porxo obert té quatre grans arcs acabats en arc trencat, que s'aixeca per sota de la filera d'ocnites. Dels quatre arcs, dos són a la façana de ponent i tenen alts parapets de maçoneria i un és a les façanes laterals. Els arcs estan separats per pilars quadrats, gruixuts com el mur de l'església. L'espai interior del porxo està dividit en dos per un doble arc mitger. Des del porxo s'entra al nàrtex per un portal amb un marc amb motllures gòtiques, que acaba en un arc trencat. A la part superior del nàrtex hi ha una cúpula sostinguda per arcs. Entre el nàrtex i la sala del sepulcre, així com entre la sala del sepulcre i la nau, hi ha un mur de maçoneria travessat per una obertura emmarcada per varetes creuades. La sala del sepulcre té una volta semicilíndrica, i la nau té una cúpula esfèrica recolzada sobre un sistema d'arcs d'estil moldau. Al mur nord-oest de la sala del sepulcre hi ha una porta a una escala que condueix a una sala secreta, anomenada volta, on s'amaga el tresor de l'església en cas de perill. Entre la nau i l'altar hi ha un antic iconostasi de fusta. Als laterals de l'altar estan inscrits en el gruix del mur els dos nínxols tradicionals: el proscomidiar i el diaca.
Els marcs de portes i finestres són gòtics. El portal d'entrada a l'església presenta un marc amb motllures acabades en arc trencat. Les dues finestres dels murs del nàrtex tenen marcs acabats en arc trencat, quedant dividits en espais diferenciats ricament decorats a la part superior. Les obertures del nàrtex a la sala del sepulcre i de la sala del sepulcre a la nau presenten marcs amb varetes creuades, així com les finestres rectangulars de la sala del sepulcre, nau i altar.

### Iconografia

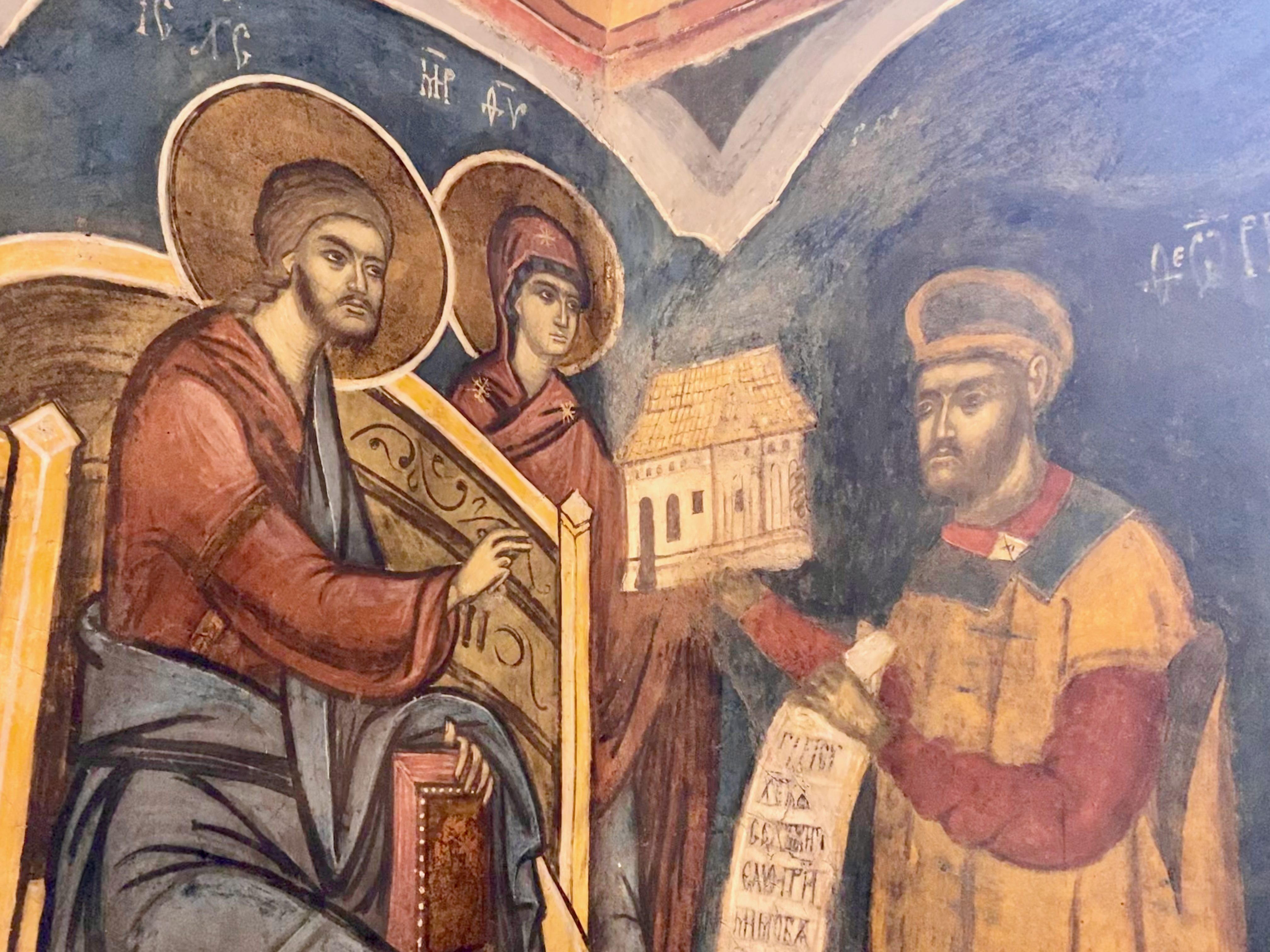
La pintura votiva del logopat Toader Bubuiog

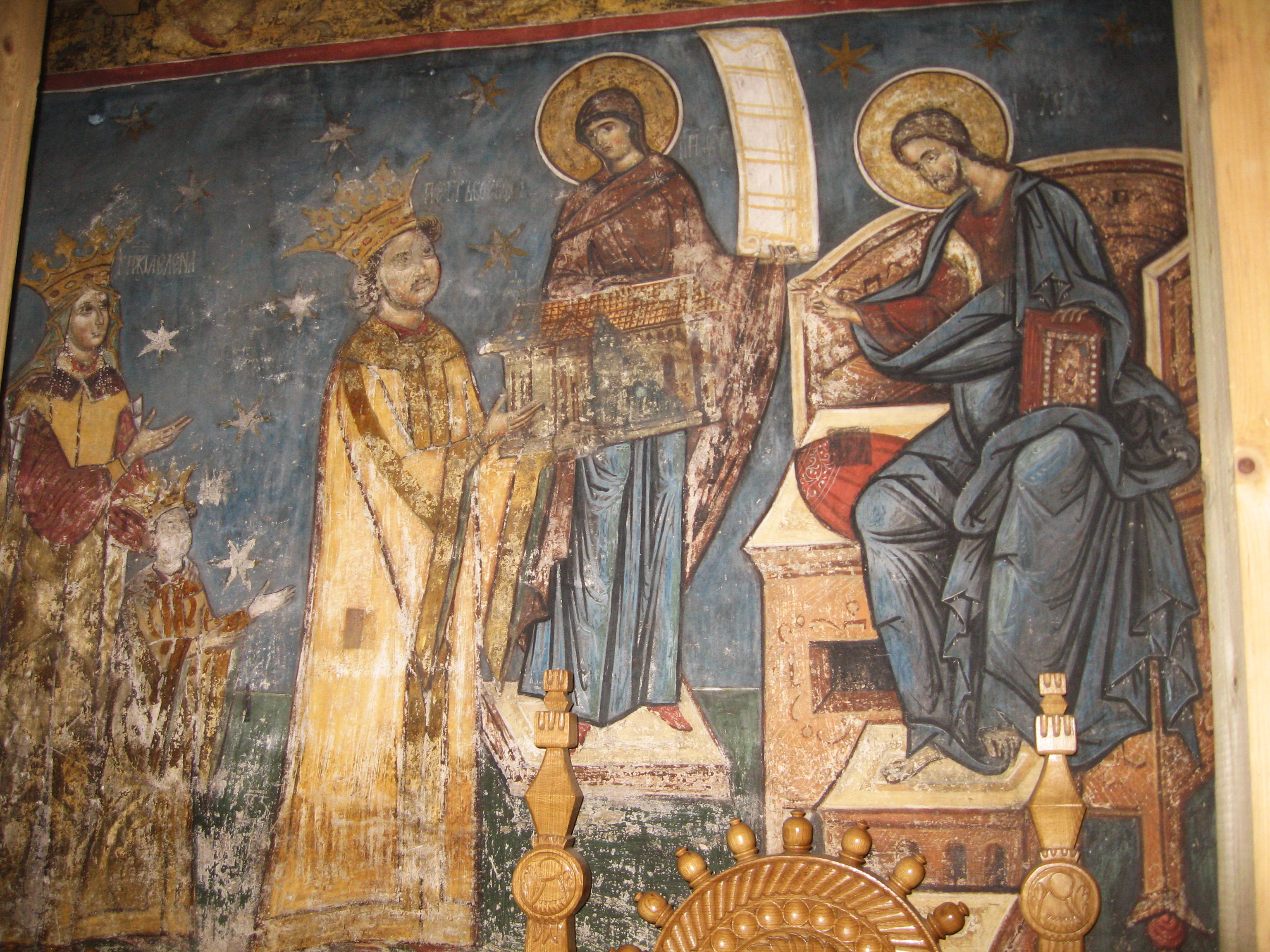
La pintura votiva en què està representada la família príncep de Petru Rareș

L'església del monestir d'Humor estava decorada arreu, a l'exterior i a l'interior, amb frescos, així com les esglésies de Voroneț, Moldovița, Arbore i Sucevița. El que també caracteritza tot el quadre d'Humor és la unitat de tonalitat cromàtica, pel predomini de diferents tonalitats de vermell, color propi d'aquesta església.
A causa del mal temps, la pintura exterior va quedar parcialment malmesa. La pintura de la paret nord és la més afectada, del conjunt iconogràfic podent distingir només fragments de l'Acatist Sant Màrtir Jordi, de l'Arbre de Jesse, dues columnes de filòsofs i el rostre de l'abat Paisie. El Judici Final està representat al mur de ponent.
Es conserven millor les pintures de la façana sud i dels absis. Entre les escenes representades hi ha les 24 escenes de l'Himne Acatist de l'Anunciació, el Concili de la Verge, El setge de Constantinoble pels perses l'any 625 (en les tres escenes els perses són substituïts pels turcs), El foc ardent, La Vida de Sant Nicolau (en 15 escenes), així com la Paràbola del Fill Pròdig. En una de les escenes del setge de Constantinoble està pintat un genet llançant una llança a un dels líders de l'exèrcit otomà. El pintor Toma de Suceava va cedir la cara a aquell genet. En els absis hi ha pintats querubins, serafins, àngels, profetes, apòstols, jerarques i piadosos.
La pintura d'interior continua les tradicions iconogràfiques de la pintura mural de l'època d'Esteve el Gran, però amb més èmfasi en el caràcter narratiu de la presentació, que va provocar la multiplicació d'escenes i registres. A la cúpula del nàrtex hi ha representada la Verge pregant, amb el medalló amb el nen Jesús al pit, i a les parets d'aquesta sala hi ha pintats àngels, profetes, evangelistes, els set sínodes ecumènics, després sants, màrtirs i piadosos.
Les pintures de la sala del sepulcre estan degradades, distingint algunes escenes de la vida de la Santíssima Mare de Déu. La volta de la nau està representada per Jesús Pantocràtor envoltat d'àngels, profetes i patriarques, i als murs hi ha pintats moments de la vida del Salvador (sobretot el cicle de la Passió). A la volta de l'altar hi ha pintada la Mare de Déu amb el nadó, envoltada de querubins i serafins, i als murs hi ha l'escena de l'Últim Sopar, així com els rostres dels jerarques.
L'església del monestir d'Humor destaca per tenir diverses pintures votives. A la paret occidental de la nau hi ha pintat el governant Petru Rareș i la seva família com a fundadors de l'església. El governant té la cara rodona, la barba curta, els cabells llargs, i al cap porta una corona d'or amb branques petites. Al seu costat hi ha la senyora Elena vestida amb roba de brocat daurat sobre fons verd i amb la mateixa corona al cap, i entre el governant i la seva dona hi ha un dels fills del príncep.

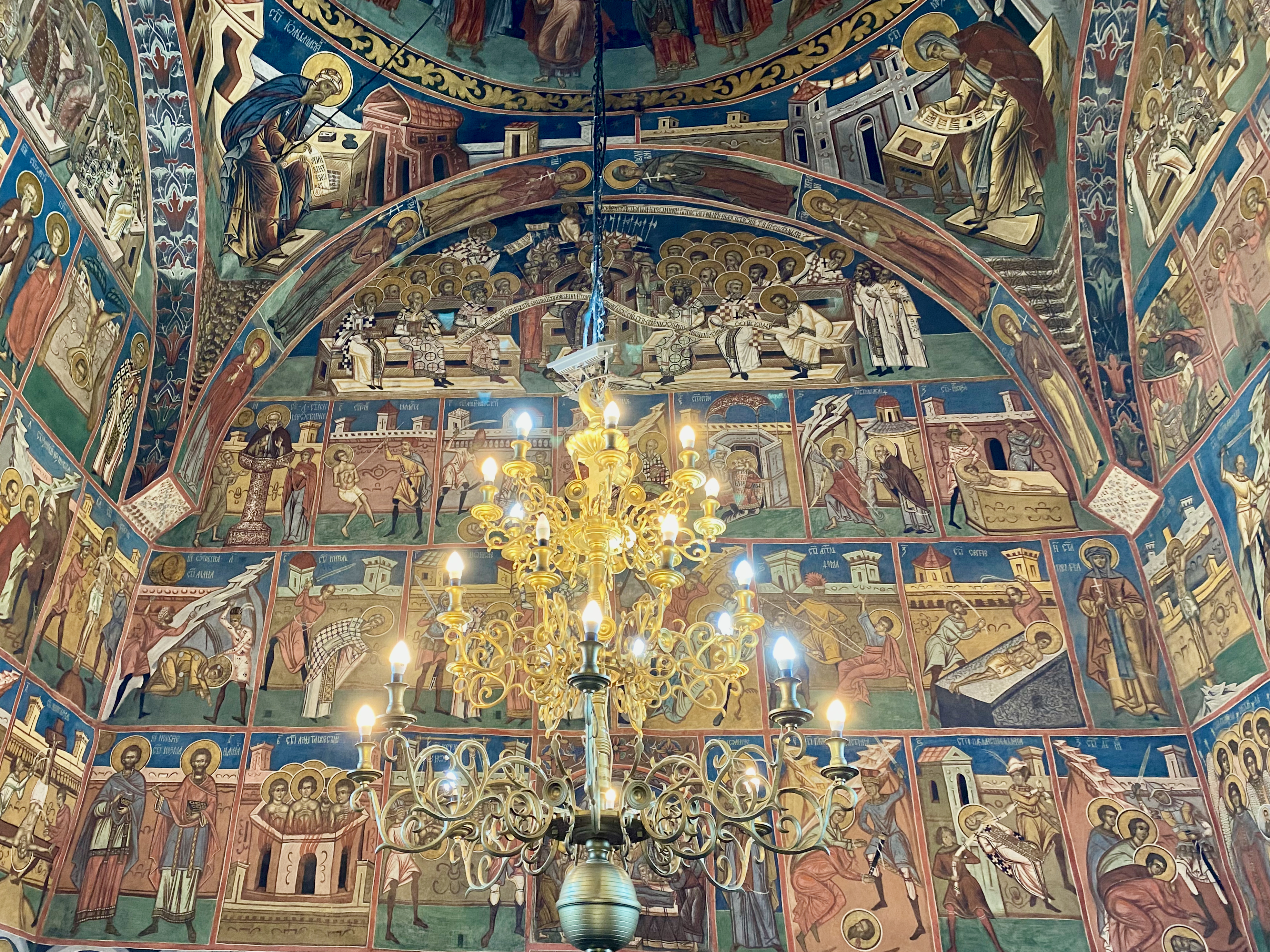
Pintures interiors

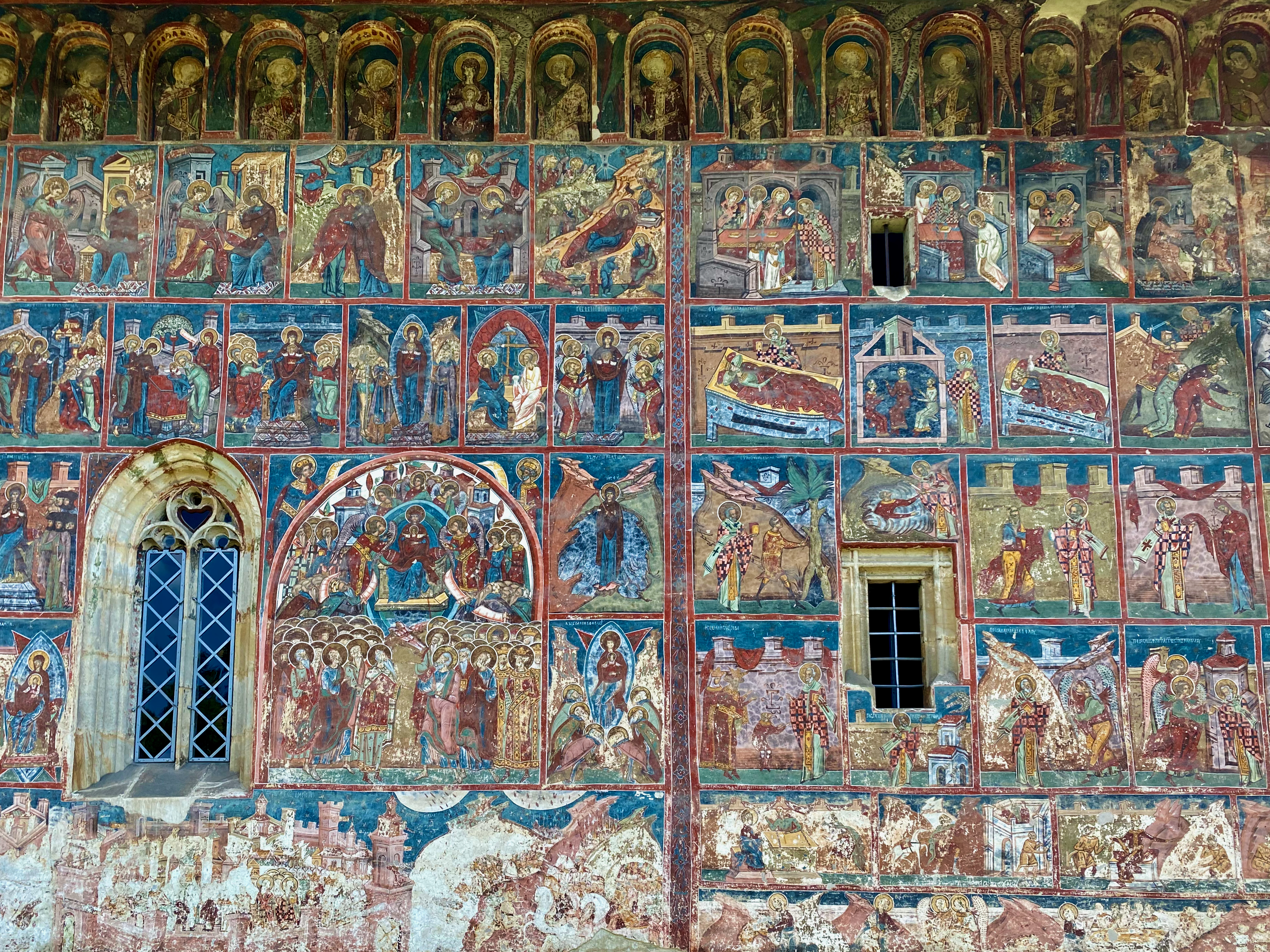
Pintures exteriors

A l'angle sud-est de la sala del sepulcre, sobre la fornícula on va ser enterrat el logopat Toader Bubuiog, hi ha representat el fundador de l'església oferint l'església del Salvador, per intercessió de la Mare de Déu. Bubuiog va vestit amb un abric groc amb brandenburgs blaus. A la paret nord de la mateixa sala hi ha pintada Anastasia, la dona del fundador, vestida amb roba de boiar d'època, agenollada davant la Mare de Déu. A l'angle sud-est del nàrtex hi ha un altre quadre en el qual es representen l'hetman i la paràbola Daniil de Suceava i la seva dona Teodosia davant del tron reial on s'asseu la Mare de Déu amb el nadó. Aquell boiar va fer diverses donacions al Monestir de l'Humor.
A les parets de l'església hi ha representats molts elements de factura local com ara: instruments musicals de Moldàvia (buciumul, cobza), animals que vivien a Moldàvia (llop, ós, esquirol, etc.), armes diverses (llança, arc i espasa).) o teles moldaves (rentar, netejar, ii).

### Necròpolis

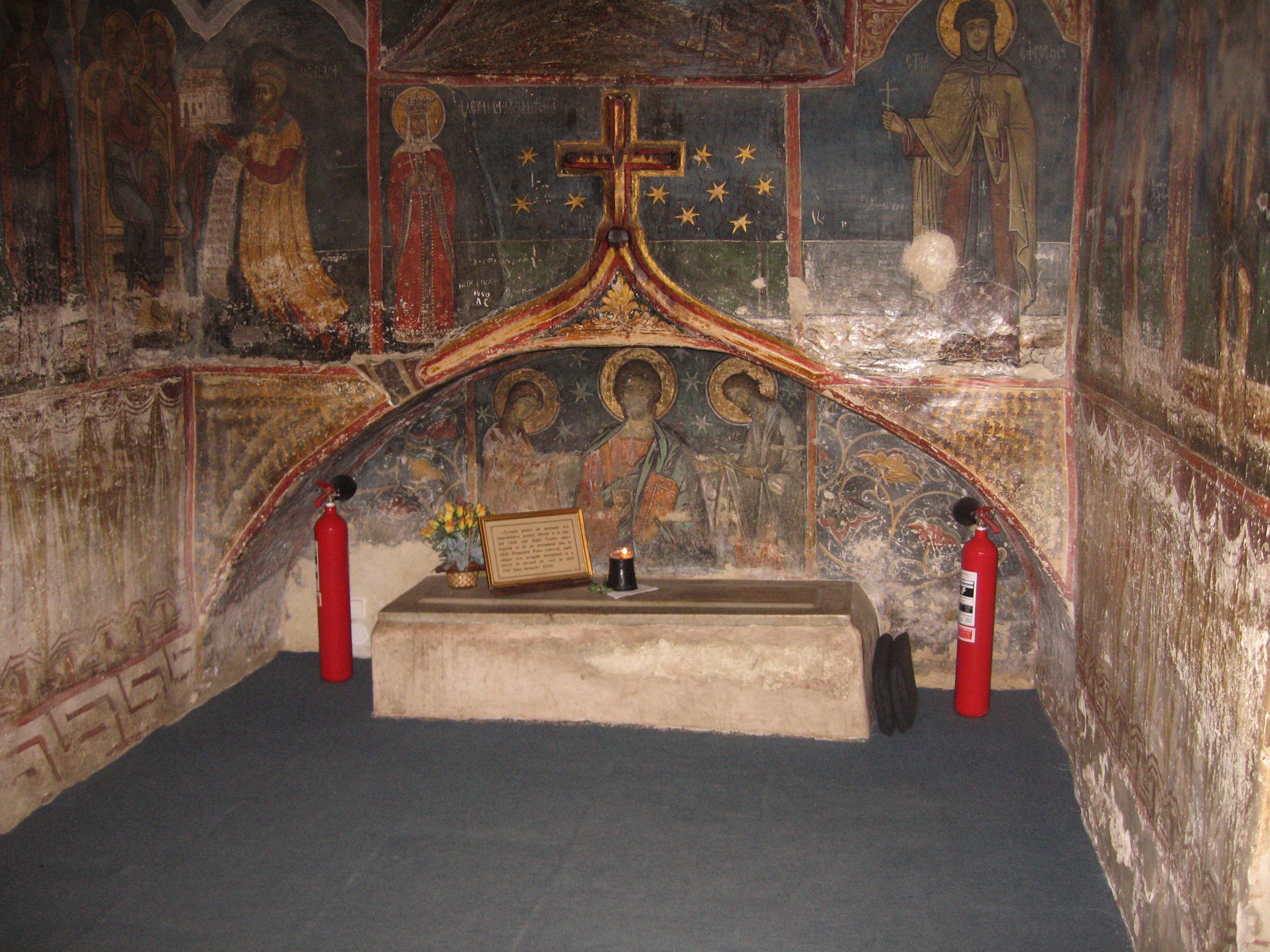
La fornícula on es troba la tomba del fundador Toader Bubuiog

Els fundadors i diversos dignataris de la Moldàvia medieval van ser enterrats a l'església del monestir d'Humor. A la sala de les tombes hi ha les tombes dels fundadors: el gran logopat Toader Bubuiog i la seva dona, Anastasia. Els dos sepulcres es troben en nínxols de volta situats als murs sud i nord de la sala, respectivament. A les parets de sobre dels nínxols hi ha pintats els dos esposos (separats i no junts) agenollats davant el Salvador Jesucrist i la Mare de Déu.
La tomba del gran logopat Toader Bubuiog es troba en una fornícula de volta excavada al mur sud. A la seva tomba hi ha una pedra de marbre bellament tallada, que és la següent inscripció en eslavó: "Aquesta làpida i la va adornar per a ell, i en vida el mestre Toader gran canceller per estar a la seva tomba, en temps del senyor Petru Voievod, on va preparar la seva pròpia tomba i va passar al lloc etern l'any 7047 al gener" (1539).
L'esposa del fundador, Anastasia, va ser enterrada en un nínxol de la paret nord de la mateixa habitació. A la seva làpida hi ha la següent inscripció: "Aquesta tomba va ser decorada pel senyor Toader, gran logopat, a la seva princesa Nastasia que va passar al lloc etern l'any 7035 29 de setembre" (1527).
Al nàrtex hi ha la tomba del bisbe Eftimie de Radauti (1558-1561), que va morir el 1561. A la seva làpida hi ha la següent inscripció: "Aquí hi ha la tomba del nostre Santíssim Pare Eutimie - antic bisbe de Radauti i que va ser enterrat aquí on es va fer monjo - per ser el seu record etern ".
També al costat esquerre del nàrtex hi ha la tomba del logopat Salomó. La seva làpida, adornada pel seu gendre Dumitru, està molt esborrada, i la inscripció és quasi il·legible. A la dreta hi ha la tomba d'un tal Gheorghe i un altre la inscripció del qual està esborrada.

### Objectes patrimonials
En el patrimoni del Monestir de l'Humor hi ha diversos objectes de valor documental i artístic, entre els quals cal esmentar els següents:
- una iconostasi esculpida i daurada artísticament. A sobre hi ha una creu amb la següent nota: «Aquest crucifix fou fet per Mòvila el Metropolità de Suceava, essent l'abat d'Humor l'arquimandrita Anastasie, en temps del senyor Petru Voievod l'any 7098 15 d'agost» (1590). La inscripció fa referència a Gheorghe Movilă (Moghilă), metropolità de Moldàvia (1588-1591, 1595-1600 i 1600-1605), així com al príncep Petru Șchiopul (1574-1577, 1578-1579 i 1583-1591).
- un doll reial de fusta, del segle XVI i amb un cap de bou als muntants de la spetza
- una analogia amb la següent inscripció: "Toma Fântânaru i la seva dona Boghina la van fer l'any 7053 al setembre" (1545).
- una petita creu de fusta amb una inscripció que indica que va ser feta l'any 1623
- 6 icones grans, pintades als segles XV-XVI. En ells estan representats el Crist Salvador (dos), la Mare de Déu (dos), l'Assumpció de la Mare de Déu i el Sant Arcàngel Miquel.

## Altres objectius

### Les ruïnes de les cases del monestir
Toader Bubuiog va construir, juntament amb l'església, cel·les per a monjos i muralles, segons el costum existent en aquella època. Les cel·les van ser reparades i reconstruïdes al segle xviii.
Després de l'abolició del monestir l'any 1783, les cel·les van quedar gairebé completament arruïnades. Als edificis de l'antic conjunt monàstic hi havia una escola per als fills dels habitants, i a partir de 1850 es van utilitzar com a magatzem dels materials de les autoritats austríaques.
En l'actualitat d'aquestes cel·les només queden algunes ruïnes als costats sud i est. Les ruïnes de les cases del monestir es van incloure a la Llista de monuments històrics del comtat de Suceava a partir de 2015 a la posició 294, amb el codi de classificació SV-II-aA-05570.02.

### La torre de Vasile Lupu

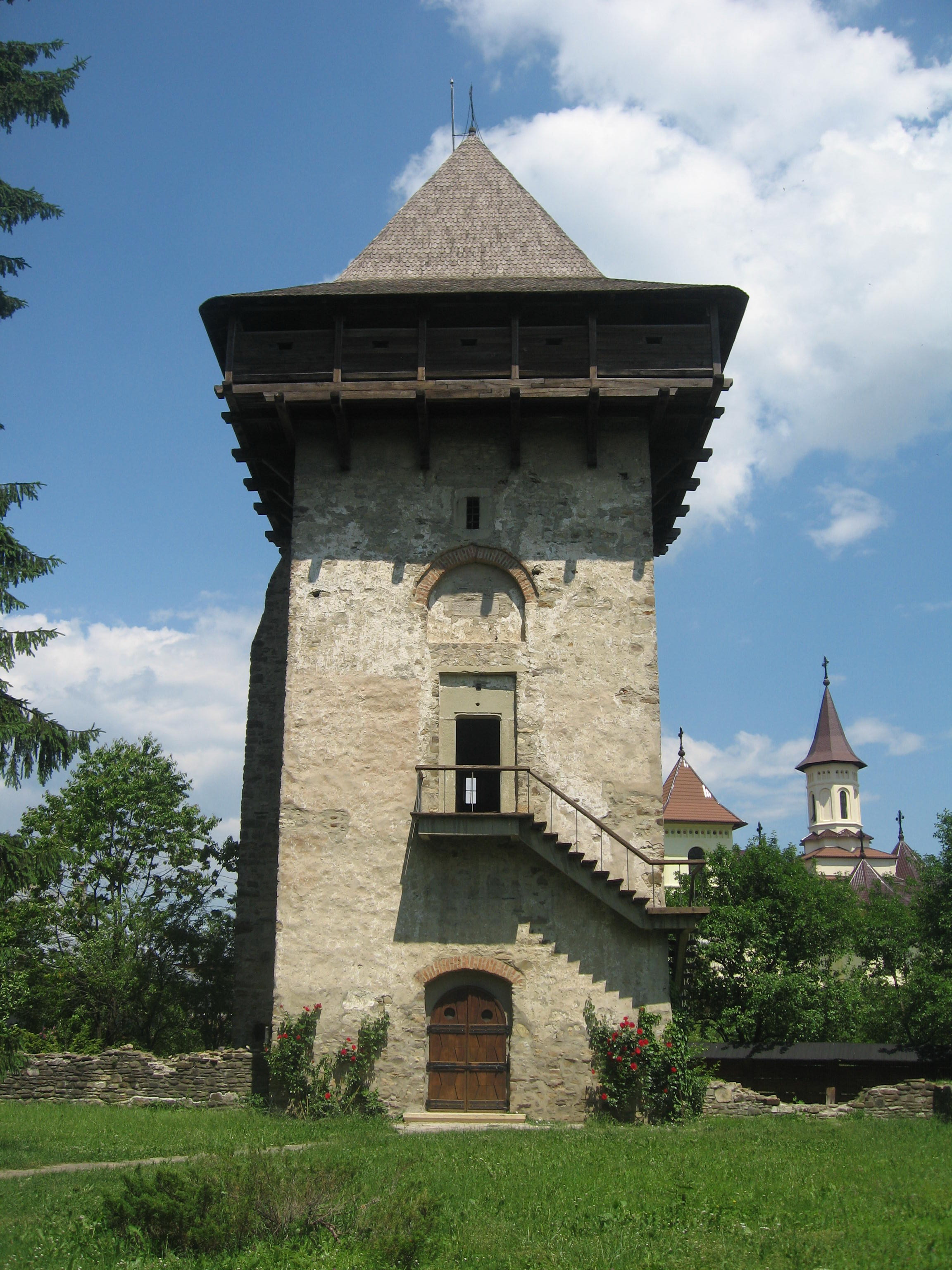
La torre construïda durant el regnat de Vasile Lupu (el 1641)

El 1641, el governant Vasile Lupu va envoltar l'església amb murs de pedra i va construir una torre massiva. A l'edifici de la torre hi havia incrustada la següent inscripció: "Aquesta torre va ser construïda i adornada pel piadoso i amant de Crist senyor Io Vasile Voievod, per la misericòrdia de Déu mestre i senyor de tot el país l'any 7149".
La torre es troba al nord-est de l'edifici de l'església i originàriament formava part dels murs del monestir. Actualment només es poden veure algunes ruïnes d'aquesta muralla (als costats oest i est de la torre). L'edifici de la torre es recolza als costats nord i oest per dos alts contraforts.
La torre és de planta quadrada amb un costat de 8 m, planta baixa i tres pisos. Les estances tenen voltes semicilíndriques col·locades alternativament en direccions oposades (nord-sud, oest-est, nord-sud i oest-est). A la sala de la planta baixa s'accedeix per una porta del costat sud. Al primer pis s'accedeix des d'una escala exterior amb graons de fusta, sostinguda per consoles emmarcades en maçoneria. L'escala està al costat est i porta a una entrada pel costat sud. Des del primer pis es puja als pisos superiors per unes escales amb esglaons estrets de pedra, cobertes amb el gruix de la maçoneria. Les habitacions de la planta superior estan il·luminades per finestres petites amb marcs de pedra. A la planta superior hi ha un balcó de fusta enfilat sobre fortes bigues recolzades sobre mènsules de fusta. El sostre de la torre és alt i en quatre aigües, amb un trencament molt pronunciat. Té coberta de teules i s'estén sobre els balcons del balcó.
La torre tenia una funció defensiva, a les estances de dalt es podien refugiar els defensors del conjunt, juntament amb les precioses olors del monestir. L'escala que condueix al pis de dalt podria ser destruïda per evitar que els invasors entrin a aquestes habitacions.
La torre de Vasile Lupu va ser inclosa a la Llista de monuments històrics del comtat de Suceava des de 2015 a la posició 296, amb el codi de classificació SV-II-aA-05570.04.

### El campanar
El campanar va ser construït al segle xix al costat est del conjunt. És de fusta i té una sola planta. A la planta baixa hi ha l'entrada a tot el monestir, i a dalt la sala de campanes.
El campanar va ser inclòs a la Llista de monuments històrics del comtat de Suceava des de 2015 a la posició 295, amb el codi de classificació SV-II-aA-05570.03.